# Luise von Marillac

Luise von Marillac (1591–1660)

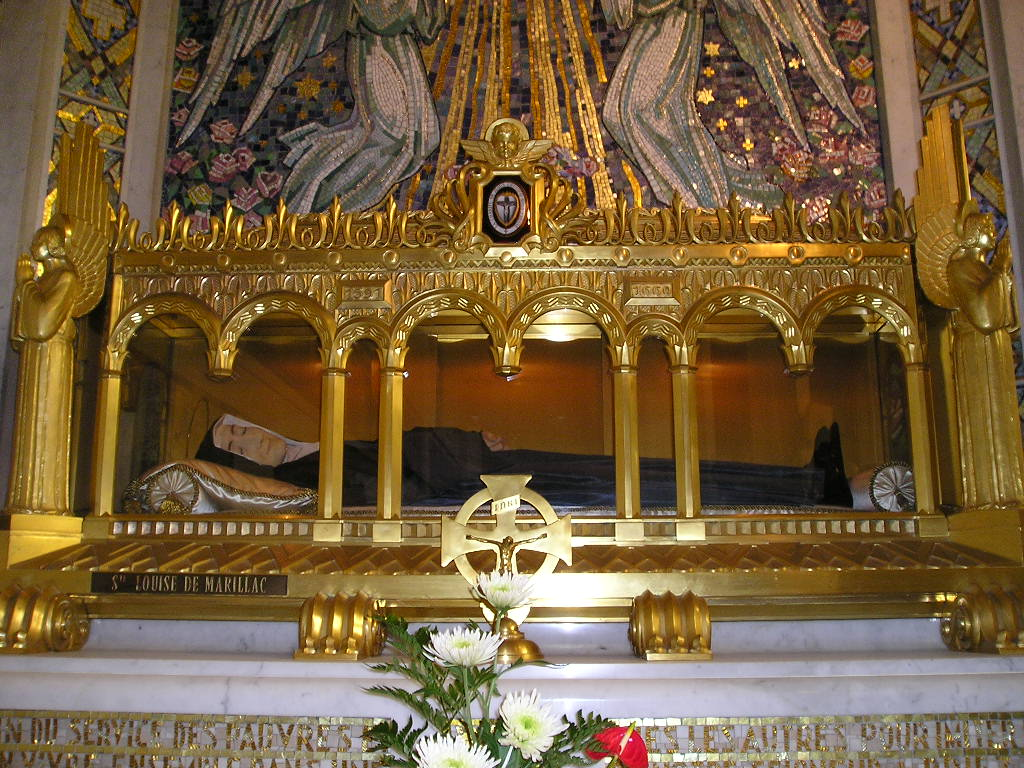
Reliquienschrein Luises von Marillac

Luise von Marillac (Louise de Marillac) (* 12. August 1591 in Paris; † 15. März 1660 ebenda) war eine französische Adlige und Ordensgründerin. Sie wird in der römisch-katholischen Kirche als Heilige verehrt.

## Leben
Luise de Marillac wurde als uneheliche Tochter des Chevaliers Louis I. de Marillac, seigneur de Ferrières-en-Brie et de Villiers-Adam (1556–1604) in Paris geboren. Jean-Louis de Marillac, Marschall von Frankreich, war ihr Onkel. Im Alter von drei Jahren wurde sie von ihrem Vater als „fille naturelle“ („natürliche Tochter“) anerkannt und damit legitimiert. Der Vater setzte ihr eine lebenslange Rente aus.
Louise wuchs im Kloster Saint-Louis de Poissy auf. 1613, mit 22 Jahren, heiratete Louise den Geheimkämmerer (= Sekretär) der Königin Maria de’ Medici, Antoine Le Gras, und gebar 1614 einen Sohn, Michel. Nach dem Tode ihres Mannes 1625 suchte sie in ihrer Niedergeschlagenheit einen Seelsorger und lernte so – vermittelt durch Franz von Sales und den Bischof von Belley, Jean-Pierre Camus, – Vinzenz von Paul kennen. Die Begegnung mit Vinzenz gab ihrem Leben eine Wendung.
Vinzenz hatte seit 1617 an mehreren Orten Confréries des Dames de la Charité („Bruderschaften der Damen der Nächstenliebe“) gegründet, die den Armen und Kranken beistanden. Vinzenz übertrug 1628 der tatkräftigen Luise de Marillac die Gesamtleitung dieser Gruppen. Dazu reiste Louise die Sommer hindurch über Land, von Ort zu Ort, im Winter besuchte sie die Charité-Gruppen in den Städten.
1633 nahm Louise in ihrem Haus in Paris einige junge Bauernmädchen auf, die sie zunächst im Lesen und Schreiben unterrichtete – damals unerhört, weil jegliche Bildung als für Bauernmädchen unnötig galt. Danach betreuten die jungen Frauen und Louise Findelkinder, Patienten im Hôtel-Dieu sowie Strafgefangene und richteten Suppenküchen ein. Aus dieser Gemeinschaft entwickelte sich die Genossenschaft der Töchter der christlichen Liebe vom Hl. Vinzenz von Paul (Vinzentinerinnen), die sie mit Vinzenz von Paul gründete. Bis zu ihrem Tod leitete Luise de Marillac das Mutterhaus der Kongregation in Paris. Ihre sterblichen Überreste ruhen in der Kapelle der Erscheinungen im Mutterhaus in der Rue du Bac in Paris.
Die Kongregation der Töchter der christlichen Liebe wuchs zu einer der weltweit größten Ordensgemeinschaften.

## Ehrungen

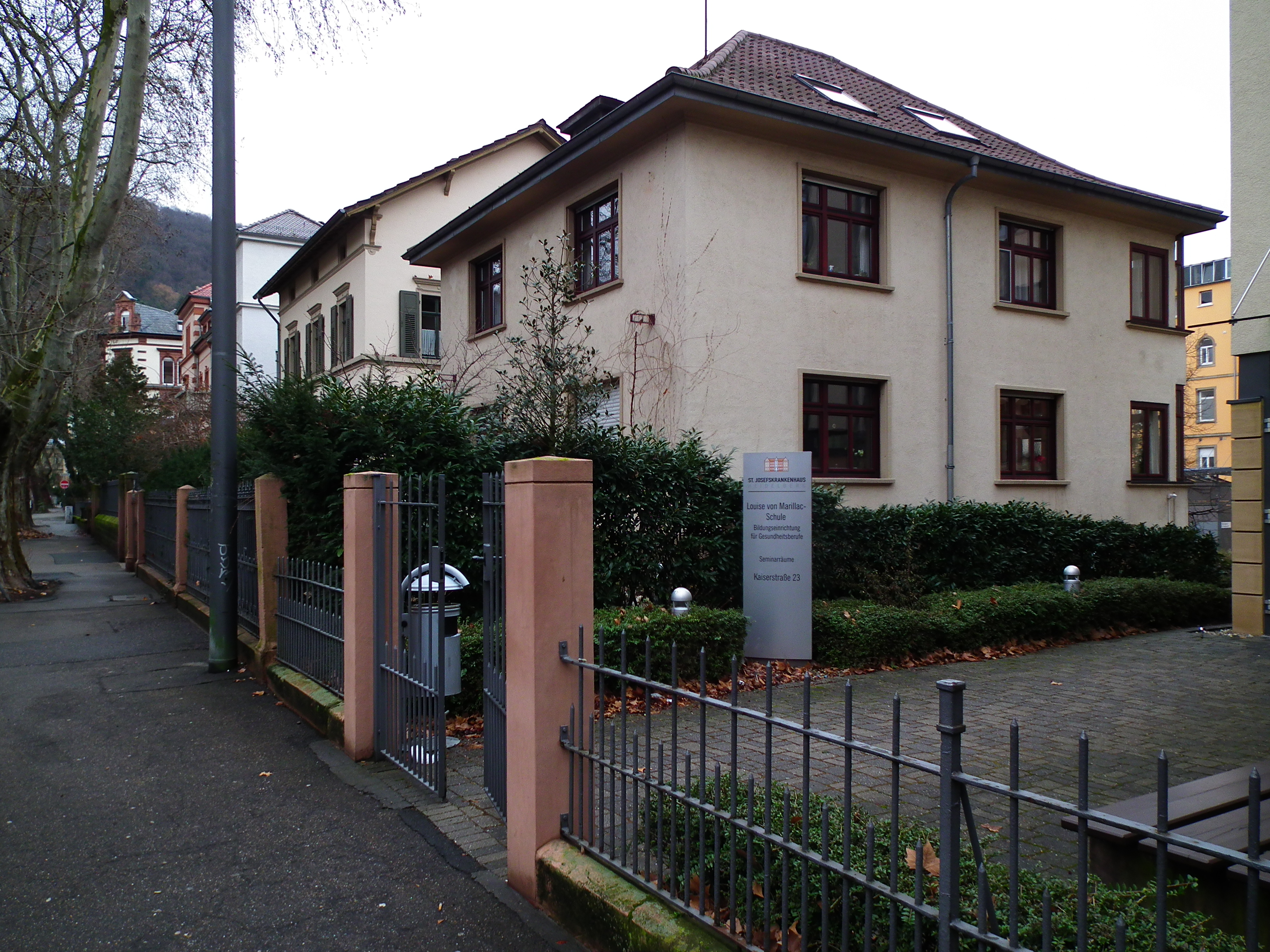
Die Louise von Marillac-Schule, Bildungseinrichtung des St. Josefskrankenhauses Heidelberg.

1920 wurde Luise von Marillac selig- und 1934 heiliggesprochen. 1960 wurde sie von Papst Johannes XXIII. zur Patronin aller in der Sozialarbeit Tätigen erhoben. Ihr Gedenktag in der Liturgie ist der 15. März.
Die Gesundheits- und Krankenpflegeschule am St. Josefskrankenhaus Heidelberg wurde nach Luise von Marillac benannt, ebenso die Schule für Pflegeberufe in Köln und ein Gebäude des Vinzenz-Heims Aachen. In Bad Überkingen wurde eine Klinik nach Louise von Marillac benannt.